# Oregon State University

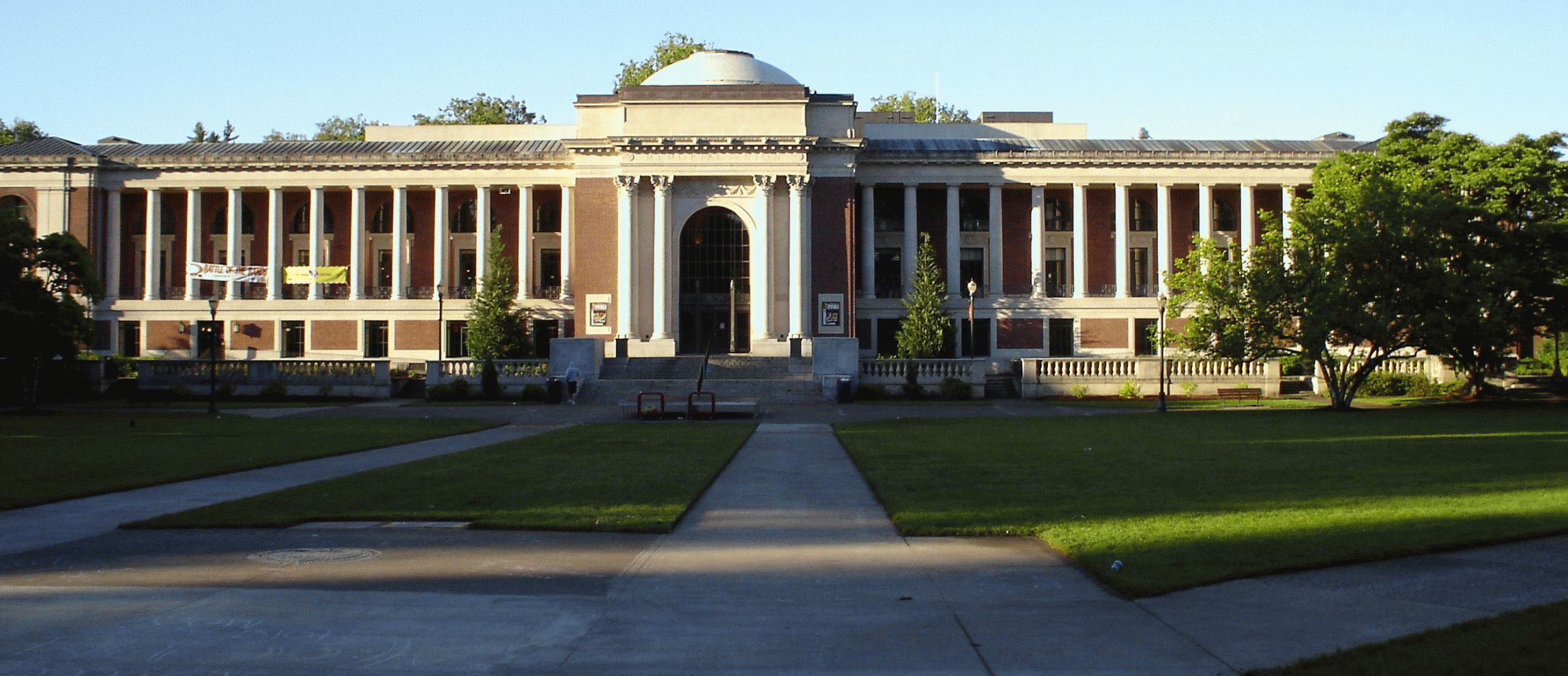
Oregon State University

Oregon State University, OSU, är ett universitet beläget i Corvallis, Oregon, USA

## Personer med koppling till universitetet

### Nobelpristagare
- Linus Pauling, 1954 (Kemi) , 1962 (Fred)

### Kända alumner och forskare

#### Näringsliv
- Peggy Cherng, företagsledare
- Phil Knight, företagsledare

#### Politik och samhälle
- Cecil D. Andrus, politiker, guvernör, USA:s inrikesminister
- Frits Bolkestein, politiker, EU-kommissionär, Nederländernas försvarsminister
- John Ensign, politiker, representanthusledamot, senator
- John Hubert Hall, politiker, guvernör
- Darlene Hooley, politiker, representanthusledamot
- Rich McCormick, politiker, representanthusledamot
- Douglas McKay, politiker, borgmästare, guvernör, USA:s inrikesminister
- Robert A. Roe, politiker, representanthusledamot
- Frederick Steiwer, politiker, senator
- James Withycombe, politiker, guvernör

#### Underhållning och konst
- John Brotherton, skådespelare
- George Bruns, filmmusikkompositör, pianist, trombonist och tubaist
- Pinto Colvig, röstskådespelare
- Kevin Hagen, skådespelare
- Tala Madani, målare

#### Sport
- Jill Bakken, bobåkare, OS-guld 2002
- Michael Conforto, basebollspelare
- Lucas Egenwall, fotbollsspelare
- Drew Eubanks, basketspelare
- David Fall, simhoppare, OS-silver 1924
- Joni Huntley, friidrottare, OS-brons 1984
- Chad Johnson, utövare av amerikansk fotboll
- Kylor Kelley, basketspelare
- Tanja Kostić, basketspelare
- Louis Kuehn, simhoppare, OS-guld 1920
- Carol Menken-Schaudt, basketspelare, OS-guld 1984
- Anette Möllerström, basketspelare
- Gary Payton II, basketspelare
- Clarence Pinkston, simhoppare, OS-guld 1920, OS-silver 1920, två OS-brons 1924
- Jean Saubert, alpin skidåkare, OS-silver 1964, OS-brons 1964